# Liste von Errichterschiffen

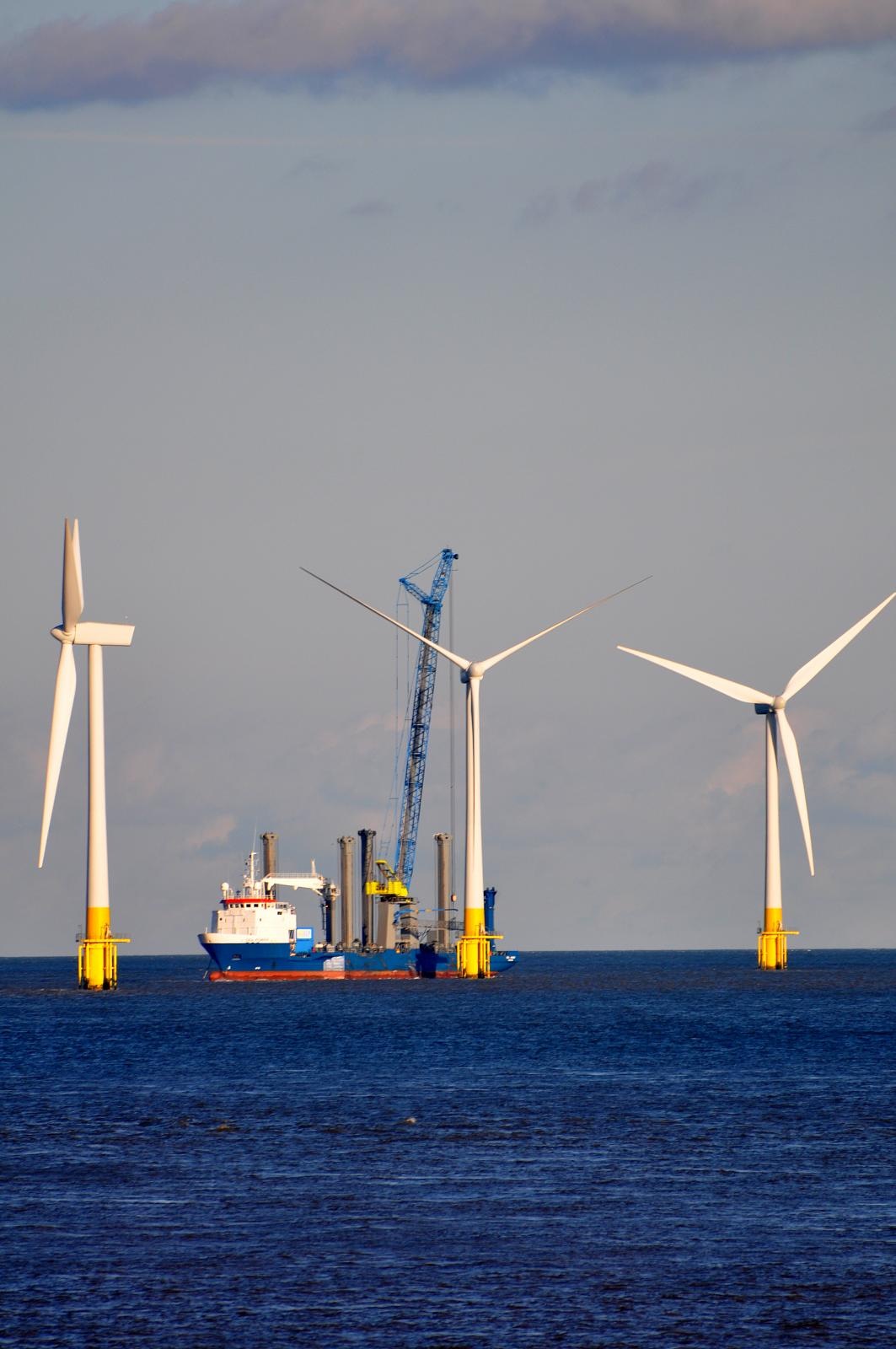
Die Sea Energy bei der Errichtung von Windkraftanlagen für den Offshore-Windpark Scroby Sands

Diese Liste von Errichterschiffen enthält Errichterschiffe verschiedener Bauart und Verwendung.

## Hintergrund
Ein Errichterschiff, auch Installationsschiff genannt, ist ein Schiff, das speziell zur Errichtung von Bauwerken in oder an Gewässern gebaut und ausgerüstet ist. Häufig werden solche Schiffe für den Bau von Offshorebauwerken im Meer eingesetzt. Von besonderer Bedeutung sind hierbei in neuerer Zeit, etwa seit der Jahrtausendwende, Schiffe zur Errichtung von Offshore-Windkraftanlagen.
Errichterschiffe verfügen üblicherweise über eine geräumige Decksfläche für den Transport und die Vorbereitung der Bauteile. Für die eigentliche Errichtung dient in der Regel ein leistungsfähiger Schiffskran; Errichterschiffe sind also fast immer auch Kranschiffe bzw. Schwimmkräne. Der Kran wird jedoch meist nicht schwimmend eingesetzt, sondern Errichterschiffe sind für einen sicheren Stand bis zu einer Wassertiefe von einigen zehn Metern meist als Hubschiffe ausgeführt, können sich also mittels ausfahrbarer Hubbeine auf dem Meeresgrund aufstellen. Es gibt aber auch Errichterschiffe ohne Hubbeine in Halbtaucher-, SWATH-, Katamaran- oder klassischer Einrumpfbauweise. Solche Schiffe sind in der Wassertiefe nicht durch die Länge der Beine begrenzt, dafür ist der Kran aber nicht so stark und präzise.

## Liste
| Reederei Betreiber (Eigner)                  | Identifikation: Name (Ehem. Namen) IMO-Nr., Rufzeichen                         | Technische Merkmale (Schiffstyp, Ausrüstung (Hubbeine, Kran, Antrieb, …), Techn. Daten: Maße [m], Vermessung (BRZ), Tragfähigkeit [t], …) | Heimathafen (Flagge) | Bau (Baujahr, Bauwerft, Land)                                              | Verbleib (Fahrgebiet, Verwendung) | Bild (+ ggf. weitere Bilder auf Wikimedia Commons) | Bemerkungen / Quellen |
| -------------------------------------------- | ------------------------------------------------------------------------------ | --- | -------------------- | -------------------------------------------------------------------------- | --------------------------------- | -------------------------------------------------- | --------------------- |
| A2SEA (Dong Energy + Siemens Wind Power)     | Sea Installer IMO: 9646481 Ruf: OYPY2                                          | Hubschiff Beine: 4 × 73 m Kran: 800 t Maße: 132 m × 39 m BRZ: 15966 Tragf.: 5000                                                          | Fredericia Dänemark  | 9. Dez. 2012 COSCO (Nantong) Shipyard Company, Nantong Volksrepublik China | in Fahrt                          | Sea Installer                                      | [ 1 ]                 |
| A2SEA (Dong Energy + Siemens Wind Power)     | Sea Challenger                                                                 | Hubschiff Beine: 4 × 73 m Kran: 900 t Maße: 132 m × 39 m                                                                                  | Dänemark             | 2014 COSCO (Nantong) Shipyard Company, Nantong Volksrepublik China         |                                   |                                                    |                       |
| A2SEA (Dong Energy + Siemens Wind Power)     | Sea Jack (ehem. Jumping Jack) IMO: 8767264 Ruf: PBGR                           | Hubinsel Beine: 4 |                      | 2003 Ravestein, Deest Niederlande                                          |                                   | Sea Jack                                           |                       |
| A2SEA (Dong Energy + Siemens Wind Power)     | Apollo IMO: 9769764 Ruf: OYRN2                                                 | Errichterschiff |                      | 2018 Uljanik-Werft in Pula                                                 |                                   |                                                    |                       |
| A2SEA (Dong Energy + Siemens Wind Power)     | Sea Energy IMO: 8902046 Ruf: OUHW2                                             | Hubschiff Maße: 92 m × 22 m Tragf.: 3036 t                                                                                                | Dänemark             | 1990 Ørskov Staalskibsværft, Frederikshavn                                 |                                   | Sea Energy                                         |                       |
| A2SEA (Dong Energy + Siemens Wind Power)     | Sea Power IMO: 9002049 Ruf: OUVL2                                              | Hubschiff |                      | Ørskov Staalskibsværft, Frederikshavn                                      |                                   | Sea Power                                          |                       |
| OLC Offshore Logistics Company               | Friedrich Ernestine IMO: 9578256 Ruf: DIPC2                                    | Hubschiff Beine: 4 |                      | Daewoo Shipbuilding & Marine Engineering, Goeje                            |                                   | Friedrich Ernestine                                |                       |
| Swire Blue Ocean (Swire Group)               | Pacific Orca IMO: 9601326 Ruf: 5BRE3                                           | Hubschiff Beine: 6 |                      | 2012 Samsung Südkorea                                                      |                                   | Pacific Orca                                       | [ 2 ]                 |
| Swire Blue Ocean (Swire Group)               | Pacific Osprey IMO: 9621704 Ruf: 5BUF3                                         | Hubschiff Beine: 6 | Zypern               | 2012 Samsung Südkorea                                                      |                                   | Pacific Osprey                                     | [ 3 ]                 |
| Wulf Seetransporte, Cuxhaven (BARD Offshore) | Wind Lift I IMO: 9516686 Ruf: DFIC                                             | Hubschiff |                      | 2009 Western Shipyard, Klaipėda Litauen                                    |                                   | Wind Lift I                                        | [ 5 ]                 |
| Master Marine                                | Haven (ehem. Service Jack 1, L205, JackTel) IMO: 9526019                       | Hubschiff |                      | 2011 Drydocks World Graha Indonesien                                       | in Fahrt                          | Haven                                              | [ 6 ]                 |
| Van Oord                                     | Aeolus (ehem. Typ 187) IMO: 9612636                                            | Hubschiff Unterkunft für 74 Personen Beine: 4 × 84 m Kran: 900 t Antrieb: 4 × 4320 kW / 4 × 2500 kW Maße: 139,4 m × 38 m m BRZ: 14.800    |                      | 2013 Sietas, Hamburg Deutschland                                           |                                   | Aeolus                                             | [ 7 ]                 |
| MPI Offshore (MPI)                           | MPI Resolution (ehem. Mayflower Resolution, Resolution) IMO: 9260134 Ruf: PCJM | Hubschiff | Breskens Niederlande | 2003 Shanhaiguan Shipbuilding Industry, Qinhuangdao Volksrepublik China    |                                   | MPI Resolution                                     |                       |
| MPI Offshore (MPI)                           | MPI Adventure IMO: 9530084 Ruf: PCKV                                           | Hubschiff | Breskens Niederlande | 2011 COSCO (Nantong) Shipyard Company, Nantong                             |                                   | MPI Adventure                                      |                       |
| MPI Offshore (MPI)                           | MPI Discovery IMO: 9530096 Ruf: PCFF                                           | Hubschiff Unterkunft für 112 Personen Beine: 6 × 72,8 m Kran: 1000 t Maße: 138,6 m × 40,8 m BRZ: 19.533                                   | Breskens Niederlande | 2011 COSCO (Nantong) Shipyard Company, Nantong                             |                                   | MPI Discovery                                      |                       |
| MPI Offshore (MPI)                           | MPI Enterprise ex. Victoria Mathias IMO: 9578244 Ruf: PCZJ                     | Hubschiff Beine: 4 × 78 m Kran: 1000 t (110 m) Antrieb: 6 × 1600 kW Maße: 100 m × 40 m BRZ: 11.730                                        | Breskens Niederlande | 2012 Daewoo Südkorea                                                       |                                   | · Weitere Bilder                                   | [ 9 ]                 |
| Jack-Up Barge                                | JB 114 IMO: 8770728 Ruf: 5J OY                                                 | Hubinsel Beine: 4 |                      | Labroy Shipbuilding & Engineering, Nanindah Mutiara Shipyard, Batam        |                                   | JB 114                                             |                       |
| Jack-Up Barge                                | JB 115 IMO: 8770730 Ruf: C6XK2                                                 | Hubinsel Beine: 4 |                      | Labroy Shipbuilding & Engineering, Nanindah Mutiara Shipyard, Batam        |                                   | JB 115                                             |                       |
| Jack-Up Barge                                | JB 117 IMO: 8771071 Ruf: C6YI2                                                 | Hubinsel |                      | Graha Trisaka Industry, Batam                                              |                                   |                                                    |                       |
| Jack-Up Barge                                | JB 119 IMO: 8768062 Ruf: C6BF6                                                 | Hubinsel |                      | 2004 Western Shiprepair, Klaipėda                                          |                                   | JB 119                                             |                       |
| Jack-Up Barge                                | Sea Spider                                                                     | Hubinsel |                      |                                                                            |                                   |                                                    |                       |
| Workfox                                      | Seafox 1 IMO: 8758988 Ruf: 2BZE7                                               | Hubinsel |                      | Scheepswerf Pot, Bolnes                                                    |                                   |                                                    |                       |
| Workfox                                      | Seafox 2 IMO: 8222903 Ruf: 2BAI3                                               | Hubinsel |                      | Cammell Laird, Birkenhead                                                  |                                   |                                                    |                       |
| Workfox                                      | Seafox 4 IMO: 8756148 Ruf: 2BIF7                                               | Hubinsel |                      | HDW, Kiel                                                                  |                                   | Seafox 4                                           |                       |
| Workfox                                      | Seafox 7 IMO: 8769717 Ruf: 2BGC6                                               | Hubinsel |                      | 2008 Labroy Shipbuilding & Engineering, Nanindah Mutiara Shipyard, Batam   |                                   | Seafox 7                                           |                       |
| Fred. Olsen Windcarrier                      | Brave Tern (ehem. Windcarrier I) IMO: 9583782 Ruf: 9HA3020                     | Hubschiff Unterkunft für 80 Personen Beine: 4 × 81,5 m Kran: 800 t (24 m) Maße: 131,73 m × 39 m m BRZ: 15.328                             |                      | 10. Mai 2012 Lamprell Energy, Dubai                                        |                                   | Brave Tern                                         |                       |
| Fred. Olsen Windcarrier                      | Bold Tern (ehem. Windcarrier II) IMO: 9583794 Ruf: 9HA3053                     | Hubschiff Beine: 4 × 81,5 m Kran: 800 t (24 m) Maße: 131,73 m × 39 m                                                                      |                      | 3. Mai 2013 Lamprell Energy, Dubai                                         |                                   |                                                    |                       |
| Fred. Olsen Windcarrier                      | Seafox 5 IMO: 9598737 Ruf: 2FEP5                                               | Hubinsel |                      | 2012 Keppel Fels, Singapur                                                 |                                   |                                                    |                       |
| Seajacks                                     | Seajacks Zaratan IMO: 9596571 Ruf: 3FJW7                                       | Hubinsel |                      | 2012 Lamprell Energy, Dubai                                                |                                   |                                                    |                       |
| Seajacks                                     | Seajacks Kraken IMO: 9522207 Ruf: 3ESD6                                        | Hubinsel |                      | 2009 Lamprell Energy, Dubai                                                |                                   |                                                    |                       |
| Seajacks                                     | Seajacks Leviathan IMO: 9522219 Ruf: 3ESC6                                     | Hubinsel Beine: 4 |                      | 2009 Lamprell Energy, Dubai                                                |                                   | Seajacks Leviathan                                 |                       |
| Fugro Seacore                                | Excalibur IMO: 8763282 Ruf: YJXQ5                                              | Hubinsel Beine: 6 |                      | 1978 HDW, Kiel                                                             |                                   | Excalibur                                          |                       |
| DEME GeoSea (DEME Group)                     | Innovation IMO: 9603453 Ruf: DHUR2                                             | Hubschiff Beine: 4 |                      | 2012 Crist Polen                                                           |                                   | Innovation                                         |                       |
| DEME GeoSea (DEME Group)                     | Thor IMO: 9577147 Ruf: DIAV2                                                   | Hubschiff |                      | 2010 Crist                                                                 |                                   | Thor                                               |                       |
| DEME GeoSea (DEME Group)                     | IB 909 (ehem. JB 106, Buzzard, Stork) IMO: 8767331 Ruf: J8B3655                | Hubschiff |                      | 1982 Scheepswerf De Biesbosch, Dordrecht                                   |                                   |                                                    |                       |
| DEME GeoSea (DEME Group)                     | Goliath IMO: - Ruf: LXIA                                                       | Hubschiff |                      | 2008 Lemants, Hoboken                                                      |                                   |                                                    |                       |
| DEME GeoSea (DEME Group)                     | Vagant IMO: 8767276 Ruf: LXYF                                                  | Hubschiff |                      | 2002 IHC Merwede Scheepswerf Hardinxveld, Giessendam                       |                                   |                                                    |                       |
| DEME GeoSea (DEME Group)                     | Neptune IMO: 9616864 Ruf: LXNP                                                 | Hubschiff |                      | 2012 IHC Offshore & Marine, Krimpen aan den IJssel                         |                                   | Neptune                                            | [ 11 ]                |
| DEME GeoSea (DEME Group)                     | De Zeebouwer IMO: 7813781 Ruf: J8B4002                                         | Hubschiff |                      | 1978 Boelwerf Cockerill, Hoboken                                           |                                   |                                                    |                       |
| DEME GeoSea (DEME Group)                     | Halewijn IMO: 8762800                                                          | Hubschiff |                      | 1982 Flexifloat Systems, Rotterdam                                         |                                   |                                                    |                       |
| DEME GeoSea (DEME Group)                     | Tijl II IMO: 8762771                                                           | Hubschiff |                      | 1986 Flexifloat Systems, Rotterdam                                         |                                   |                                                    |                       |
| DEME GeoSea (DEME Group)                     | Kobe                                                                           | |                      |                                                                            |                                   |                                                    |                       |
| Smit                                         | LISA A IMO: 8769200                                                            | Hubinsel |                      | 1978 Kaiser Steel, Oakland                                                 |                                   | LISA A                                             |                       |
| DBB Jack-Up Services                         | Wind IMO: 9107851 Ruf: OXSW2                                                   | Hubinsel | Aarhus Dänemark      | 1996 Scheepswerf Van Rupelmonde, Rupelmonde                                |                                   | Wind                                               |                       |
| DBB Jack-Up Services                         | Wind Server IMO: 9670793 Ruf: OWLB2                                            | Hubschiff | Aarhus Dänemark      | 2014 Nordic Yards                                                          |                                   | Wind Server                                        |                       |
| Jan de Nul Group                             | Vole au Vent ex Vidar (Hochtief) IMO: 9655315                                  | Kranhubschiff Unterkunft für 90 Personen Beine: 4 × 90 m Kran: 1200 t (27,5 m) Antrieb: 6 × 4000 kW Maße: 140,4 m × 41 m                  | Hamburg Deutschland  | 2013 Christ, Gdańsk                                                        |                                   | Vole au Vent ex Vidar (Hochtief)                   |                       |